# اللغة الفنلندية
الفنلندية (بالفنلندية ) هي لغة تنتمي إلى الفرع الفيني البلطيقي من عائلة اللغات الأورالية. يتحدث بها أغلب سكان فنلندا (92%) وأفراد العرقية الفنلندية خارج فنلندا. كما أنها لغة رسمية في فنلندا ولغة أقلية رسمية في السويد، هناك طريقتان لكتابة اللغة الفنلندية؛ إما الخط اللاتيني (Suomen latinalainen aakkoset) في حالة طقوس الكنيسة البروتستانتية اللوثرية الفنلندية أو الخط الكيريلي الفنلندي (Суомен киріллінен ааккосет) في حالة طقوس الكنيسة الفنلندية الأرثوذكسية، وهو نوع من أنواع الأبجدية الأوكرانية.
اللغة الفنلندية هي لغة تراصية، وتسخدم اللواحق بشكل كبير. تصرف الأسماء، الصفات، الضمائر، الأرقام، والأفعال حسب دورها في الجملة. ترتيب الكلمات في الجملة هو عادة فاعل-فعل-مفعول، لكن الاستخدام الكبير للواحق يسمح بمرونة في ترتيب الكلمات، وقد ترتب الكلمات بشكل مختلف على حسب المعلومة المراد إيصالها.

## التصنيف (النسب)
تعد الفلندية فردا من مجموعة اللغات الفينية التابعة لعائلة اللغات الأورالية، والتي تضم أيضا اللغة الإستونية وبعض من لغات الأقليات في منطقة بحر البلطيق وجمهورية كاريليا الروسية.
تشترك اللغة الفلندية في العديد من الجوانب مع اللغات الأورالية الأخرى، مثل المجرية، بما في ذلك:
- علم التصريف:
  - لواحق الحالات النحوية، مثل لاحقة حالة الإضافة -n، لواحق الحالة الجزئية -(t)a / -(t)ä (سابقا *-ta في اللغة الأورالية البدائية، وكانت لاحقة لحالة الاجتثاث)، لواحق حالة المماثلة -na / -nä (سابقا *-na في اللغة الأورالية البدائية، وكانت لاحقة للحالة المكانية)
  - علامات الجمع -t و-i- (سابقا *-t و*-j في اللغة الأورالية البدائية)
  - لواحق صيغة الملكية مثل -ni لضمير المتكلم المفرد (سابقا *-n-mi في اللغة الأورالية البدائية)، و-si لضمير المخاطب المفرد (سابقا *-ti في اللغة الأورالية البدائية)
  - العديد من لواحق الاشتقاق، مثل -tta/-ttä في الحالة السببية (سابقا *-k-ta في اللغة الأورالية البدائية)
- المصطلحات اللغوية:
  - هناك مصطلحات مشتركة أين يواجد توافق صوتي مع اللغات الأورالية الأخرى (مثل kala «سمكة»، في لغة السامي الشمالية guolli، وفي اللغة المجرية hal)

هناك العديد من النظريات حول الأصل الجغرافي للغة الفنلندية وغيرها من اللغات الأورالية. تقول النظرية الأكثر شعبية أن اللغات الأورالية أصلها اللغة الأورالية البدائية والتي نشأت في منطقة جبال الأورال أو في منطقة نهر الفولغا. يدعم نظرية اللغة الأورالية البدائية التشابه في المصطلحات والتوافق الصوتي بين اللغات الأورالية، وكذلك التشابه في العديد من خصائص بنية وقواعد اللغة.

## التوزيع الجغرافي
يتحدث اللغة الفنلندية حوالي خمسة ملايين شخص، أغلبهم يعيشون في فنلندا. هناك أقليات معتبرة من متحدثي اللغة الفنلندية في كل من السويد، النرويج، روسيا، إستونيا، البرازيل، كندا، والولايات المتحدة الأمريكية.
تتحدث الغالبية العظمى من سكان فنلندا (90.37% في عام 2010) اللغة الفنلندية كلغة أم أو لغة أصلية. تتحدث البقية لغات مثل السويدية (5.42%)، لغات السامي، أو لغات أخرى. اللغة الفلندية هي لغة ثانية لحوالي 167,000 شخصا في إستونيا.
تفرعات اللغة الفنلندية تضم لغة كفين في منطقة فينمارك في النرويج، ولغة مينكيلي في شمال السويد. تعتبر كلا اللغتين لغة أقلية رسمية، وبهذا فإنها لغات منفصلة بحد ذاتها، لكن البعض يعتبرها لهجات فقط من نفس اللغة: الفنلندية.
هناك لهجات أخرى من اللغة الفنلندية والتي يتحدثها أفراد الشتات الفنلندي في سيبيريا والولايات المتحدة.

## الوضع الرسمي

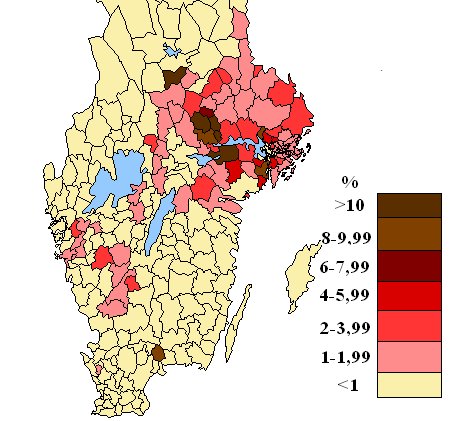
مناطق السويد أين تستخدم اللغة الفنلندية (من عام 2005).

اللغة الفنلندية رسمية في فنلندا (إلى جانب اللغة السويدية)، وواحدة من اللغات الرسمية للاتحاد الأوروبي منذ عام 1995. لم يكن للغة الفنلندية وضع رسمي خلال الحكم السويدي، والذي انتهى في عام 1809. بعد تأسيس دوقية فنلندا الكبرى، حصلت اللغة الفنلندية على وضع لغة رسمية في عام 1863. تعتبر اللغة الفنلندية لغة أقلية رسمية في السويد. حسب ميثاق اللغات النوردية، يتمتع مواطنوا البلدان النوردية بالحق في التحدث بلغتهم الأصلية مع الهيئات الرسمية ولا يتحملون مسؤولية نفقات الترجمة. رغم ذلك هناك مخاوف على وضع اللغة الفنلندية في السويد. مثلا، أشار تقرير للحكومة السويدية في عام 2017 أن القوانين المتعلقة بلغات الأقليات الرسمية لا يتم احترامها، خاصة مع الجالية الفنلندية المقيمة في البلاد (حوالي 7% من إجمالي السكان).

## التاريخ

### ما قبل التاريخ
يعتقد أن عائلة اللغات الأورالية، والتي تضم اللغة الفنلندية، انبثقت من لغة سلف واحد وهي اللغة الأورالية البدائية. تحدث الناس بهذه اللغة في الفترة ما بين 8,000 و2,000 قبل الميلاد في المناطق المجاورة لجبال الأورال. انقسمت اللغة الأروالية البدائية مع مرور الوقت لعدة لغات، والتي استمرت بدورها بالانقسام لتنبثق منها العديد من اللغات. واحدة من هذه اللغات هي اللغة الفينية البدائية، والتي تطورت منها اللغات الفينية وكذلك لغة السامي الابتدائية (وهي سلف لغات السامي) حوالي 1500–1000 قبل الميلاد.
تفترض النظريات الحالية أن ثلاثة أو أكثر لهجات فينية بدائية تطورت خلال الألفية الأولى قبل الميلاد. تميزت هذه اللهجات عن بعضها البعض جغرافيا، وبوجود حدود شمالية-جنوبية وأخرى شرقية-غربية. تميزت اللهجات الفينية الشمالية، والتي تطورت منها اللغة الفنلندية، بغياب المصوت المتوسط [ɤ]. كان هذا المصوت موجودا في اللهجات الفينية الجنوبية فقط، والتي تطورت منها اللغات الإستونية، الليفونية، والفوتية.
استخدمت اللهجات الشمالية ضمير الغائب المفرد hän بدل tämä والذي كان مستخدما في اللهجات الجنوبية. استخدمت اللهجات الشرقية للغة الفينية البدائية (والتي تطورت منها اللهجات الفنلندية الشرقية المعاصرة، مثل الفابس، الكاريلية، والإنغرية) صيغة الجمع لتكوين أسماء الجمع في حالة الإضافة (مثلا في اللهجة الفنلندية الشرقية kalojen < *kaloi-ten)، في حين أن اللهجات الغربية للغة الفينية البدائية (والتي تطورت منها الإستونية، الليفونية، واللهجات الفنلندية الغربية الحديثة) استخدمت صيغة غير صيغة الجمع لنفس الغرض (مثلا kalade < *kala-ten). اختلاف آخر يوضح الانقسام بين اللهجات الشرقية والغربية هو اللاحقة الانعكاسية -(t)te والتي تستخدم في اللهجات الشرقية فقط.

### العصور الوسطى

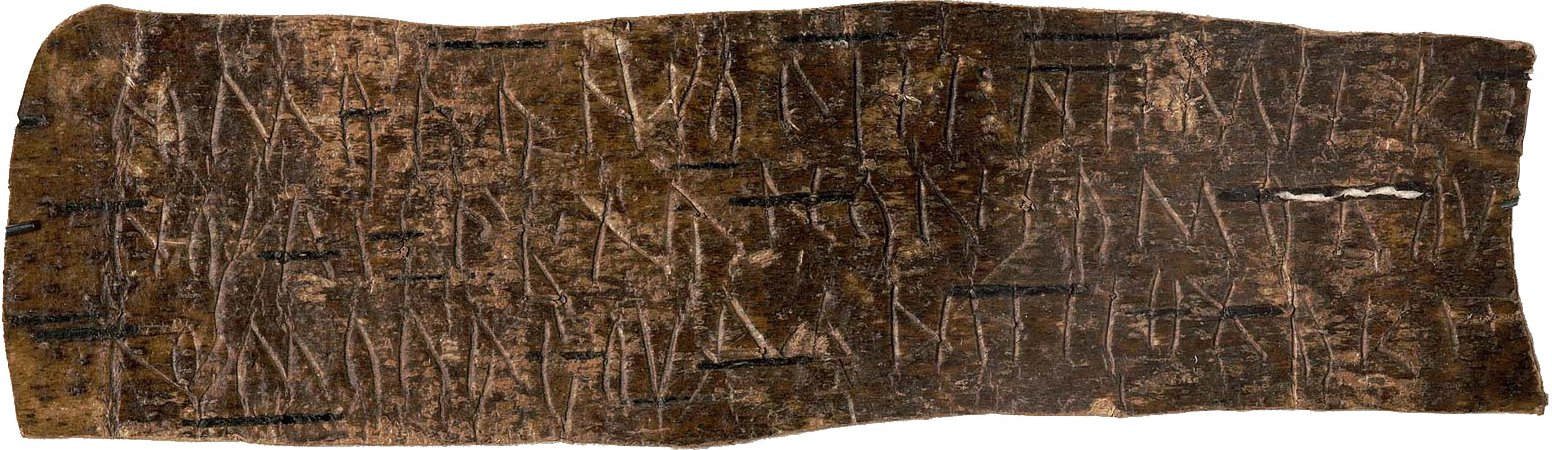
رسالة لحاء القضبان 292، أقدم وثيقة مكتوبة باللغات الفينية.

تعد رسالة لحاء القضبان 292 من أواخر القرن الثالث عشر ميلادي أقدم وثيقة معروفة لأي من اللغات الفينية، في حين أقدم وثيقة مكتوبة باللغة الفنلندية في حد ذاتها وجدت في مذكرات سفر ألمانية من حوالي 1450، والتي احتوت على النص الآتي: Mÿnna tachton gernast spuho sommen gelen Emÿna daÿda باللغة الفنلندية الحديثة Minä tahdon kernaasti puhua suomen kielen, [mutta] en minä taida والتي تعني «أود تحدث الفنلندية لكن لا أستطيع». حسب مذكرات السفر، فإن تلك الجملة قالها أسقف فنلندي واسمه غير معروف. الاستخدام الخاطئ لكلمة gelen (باللغة الفنلندية الحديثة kielen) في الحالة المفعولية عوض kieltä في الحالة الجزئية، وغياب حرف الربط mutta هي أخطاء شائعة يرتكبها المتحدثون غير الأصليون للغة الفنلندية (حتى في يومنا هذا). هذا يشير إلى أن الأسقف يتحدث لغة أجنبية، وهو ما يتوافق مع الحقائق التاريخية كون أغلب الرهبان في فنلندا كانوا يتحدثون اللغة السويدية.
خلال العصور الوسطى وحينما كانت فنلندا تحت الحكم السويدي، اقتصر استخدام اللغة الفنلندية على المحادثات فقط. في ذلك الوقت، كانت لغة التجارة هي اللغة الألمانية الدنيا الوسطى، لغة الإدارة هي السويدية، ولغة المراسيم الدينية اللاتينية. اعتبرت اللغة الفنلندية أقل قيمة من اللغة السويدية، والمتحدثون الأصليون للغة كأفراد مجتمع من الدرجة الثانية. حتى أنه كانت هناك مجهودات للحد من استعمال الفنلندية من خلال المدارس، استخدام السويدية في الكنائس، وهجرة متحدثي اللغة السويدية إلى المناطق المتحدثة باللغة الفنلندية.

### نظام الكتابة

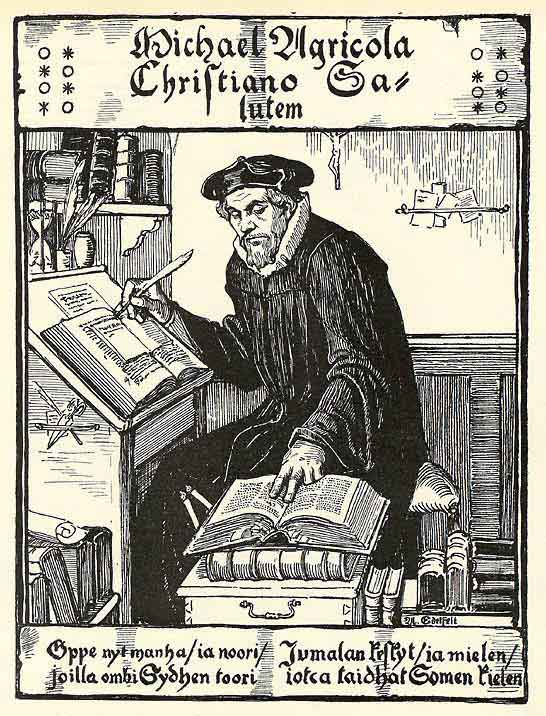
رسم لـميكايل أغريكولا من إنجاز ألبرت إدلفلت (القرن 19م).

وضع أول نظام كتابة متكامل للغة الفنلندية من طرف الأسقف الفنلندي ميكايل أغريكولا خلال القرن السادس عشر ميلادي. اعتمد أغريكولا في عمله على اللهجات الغربية. كان هدف أغريكولا هو ترجمة الإنجيل، ولتحقيق ذلك كان عليه وضع قواعد الكتابة، والتي استمدها من اللغات السويدية، الألمانية، واللاتينية. لا تزال اللغة الفنلندية تعتمد على إصلاحات أغريكولا في التهجئة، رغم أن أغريكولا استخدم تهجئة أقل منهجية من تلك المستخدمة في يومنا هذا.
سعى أغريكولا على جعل كل صوت لغوي وبدل صوتي يوافق حرفا واحدا، لكنه فشل في محاولاته. مثلا، الأحرف k، c، وq كلها تستخدم للصوت اللغوي /k/. بنفس الشكل، استخدم أغريكولا كلا من dh وd لتمثيل [ð]، كلا من dh وz لتمثيل /θː/، وكلا من gh وg لتمثيل [ɣ]. إضافة، لم يمثل نظام كتابة أغريكولا دائما طول الحرف المصوت.
قام أخرون بمراجعة أعمال أغريكولا، وقد سعوا لتأسيس نظام كتابة أكثر منهجية. مع هذه الإصلاحات، فقدت اللغة الفنلندية العديد من الأصوات الاحتكاكية في عملية تغيير لفظي. اختفى كلا الصوتان [ð] و[θ(ː)] من اللغة الفنلندية، ما عدا في بعض المناطق الريفية في غرب فنلندا. قد أثر فقدان هذه الأصوات على اللغة الفنلندية القياسية بالشكل الآتي:
- [ð] أصبح [d]. استخدم أغريكولا كلا من ⟨d⟩ أو ⟨dh⟩ لتمثيل الصوت [ð]. فقد هذا الصوت من أغلب لهجات اللغة الفنلندية، أو تم نطقه كـ[r]، [ɾ]، [l]، أو [h] (حسب اللهجة أو الوضعية في الكلمة). ظلت تهجئة أغريكولا لهذا الصوت كـ⟨d⟩ هي السائدة، ولهذا في اللغة الفنلندية القياسية يتم نطقه كـ[d].[23]
- [θː, θ] أصبح [ts]. كتبت هذه الأصوات الصامة الاحتكاكية كـ⟨tz⟩ في بعض من أقدم السجلات الكتابية. لاحقا، تطورت هذه الأصوات إلى العديد من الأصوات الأخرى على حسب اللهجة ([tː, t]، [ht, h]، [ht, t]، [sː, s]، [tː, tː]، أو[ht, ht])، لكن اللغة القياسية استخدمت [ts] لتمثيل الصوت.
- [ɣ] أصبح [v] لكن فقط إذا [ɣ] كان في الأصل بين المصوتات العالية المدورة [u] و[y]، غير ذلك فإن الصوت اختفى بالكامل.

تستخدم التهجئة الفنلندية الحديثة، وكذلك السويدية، نقطتين (:) في بعض الحالات للفصل بين جذع الكلمة واللواحق النحوية. مثلا في كلمة EU:ssa «في الاتحاد الأوروبي» تستخدم النقطان للفصل بين EU (اختصارا للاتحاد الأوروبي) وssa (لاحقة بمعنى «في»). يختلف هذا النظام عن قواعد الكتابة في العديد من اللغات الأخرى، والتي تستخدم الفاصلة العلوية عوض النقطتين لنفس الغرض. لأن اللغة الفنلندية تستخدم العديد من اللواحق، فإن استخدام النقطتان في الكتابة شائع جدا.

### العصرنة
خلال القرن التاسع عشر ميلادي شدد يوهان فيلهلم سنلمان وآخرون على ضرورة تحسين وضعية اللغة الفنلندية. ظل استخدام اللغة الفنلندية المكتوبة منذ أيام أغريكولا لأغراض دينية في أغلب الأوقات، لكن أفكار سنلمان لجعل الفنلندية لغة وطنية كاملة اكتسبت شعبية معتبرة. بحلول نهاية القرن التاسع عشر، وبفضل الجهود المنسقة للنهوض باللغة الفنلندية وعصرنتها، أصبحت هذه اللغة لغة الإدارة، الصحافة، الأدب، والعلوم في فنلندا إلى جانب اللغة السويدية.
في عام 1853 نشر دانيال أوروبايوس أول قاموس سويدي-فنلندي، وبين عامي 1866 و1880 قام إلياس لونروت بكتابة أول قاموس فنلندي-سويدي. خلال نفس الفترة، قام أنتيرو واريليوس بأبحاث إثنوغرافية، وقد قام بتوثيق التوزيع الجغرافي للهجات الفنلندية، إلى جانب العديد من الأعمال الأخرى.
تنسب أهم مجهودات النهوض باللغة الفنلندية لـإلياس لونروت، فقد قام بجمع كتاب كاليفالا، وقد عمل على الفصل في النزاعات حول تطوير اللغة الفنلندية القياسية. كانت هذه النزاعات بين مؤيدي اللهجات الغربية والشرقية. سهر لونروت على الإبقاء على الدور الهام للهجات الغربية، مثلما كانت خلال وقت أغريكولا، لكنه قام أيضا بإدخال العديد من الكلمات من اللهجات الشرقية للغة الفنلندية القياسية، مما أثرى اللغة بشكل معتبر. نشرت أول رواية باللغة الفنلندية في عام 1870 تحت عنوان الإخوة السبعة من تأليف ألكسس كيفي.

### المستقبل
ظلت العديد من خصائص اللغة الفنلندية تتغير بعد نهاية الحرب العالمية الثانية، وعلى سبيل المثال توسع بعض خصائص اللهجات للغة القياسية. مثلا، استخدام t بدل ts (خاصية موجودة في اللهجات الغربية) مثلما هو الحال في كلمة mettä والتي كانت سابقا metsä «غابة». مثال آخر هو اختفاء حرف d من بعض الكلمات (خاصية موجودة في اللهجات الشرقية) مثلما هو الحال في كلمة tiiän والتي كانت سابقا tiedän «أنا أعرف».
أشار بعض العلماء أن المصوت المفتوح الأمامي [æ] (والممثل بحرف ⟨ä⟩) يتغير ليصبح [ɑ] (والممثل بحرف ⟨a⟩)، ولهذا يعتقد أن متحدثي اللغة الفنلندية سيبدأون في نطق حرف [ɑ] بشكل مختلف أكثر من [æ] وهذا للحفاظ على الانسجام المصوت.